# Matossers de Molins de Rei
Els Matossers de Molins de Rei és una colla castellera fundada l'any 2002. Els seus fundadors, Jaume Sanou i Carles Guirado, eren dos joves molinencs amb moltes ganes d'engegar un projecte d'aquest tipus i en poc temps la colla estava formada per més de 150 persones.
La colla va néixer el gener de 2002, i es va batejar a l'octubre, va ser apadrinada pels Castellers de la Vila de Gràcia, Castellers de Cornellà i Xics de Granollers. Les seves principals diades són la Diada d'Aniversari, pels volts de Sant Joan, la Festa Major de Molins de Rei (al voltant del 29 de setembre) i la Diada de la colla, a la fi del mes d'octubre.
El color de la camisa dels Matossers és el marró argila, fent referència al color d'un símbol de la vila, com fou el Pont de Carles III, anomenat tradicionalment «Pont de les quinze arcades», que fou destruït per una riuada i posteriorment ensorrat pel govern del dictador per la seva reconstrucció. Finalment, la reconstrucció d'aquest pont va ser impossible i se'n va construir un de nou que encara perdura. El nom de Matossers prové d'una barreja entre les paraules matosers i matussers.

## Principals castells assolits
- 5 de 7[7]
- 3 de 7 amb l'agulla[1]
- 4 de 7 amb l'agulla (carregat)[8]
- 3 de 7[9]
- 4 de 7[9]